# Sweti Konstantin

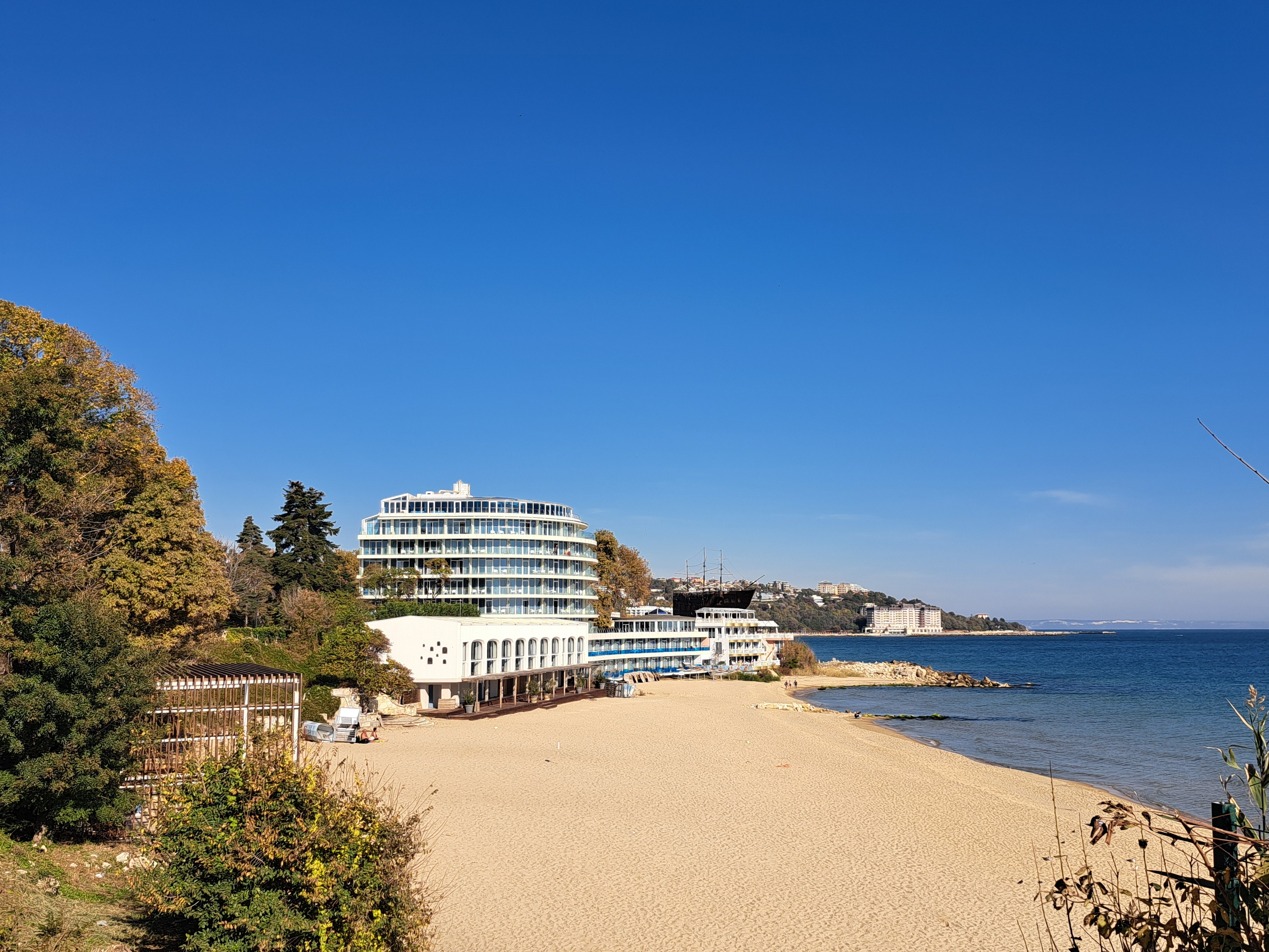
Sweti Konstantin Strand, Nachsaison (2024)

Sweti Konstantin, nach der in Bulgarien üblichen Bezeichnung  Sweti sweti Konstantin i Elena (bulgarisch Св. св. Константин и Елена) ist ein bekannter Ferienort in Nordbulgarien, auch wenn er wesentlich kleiner als die Ferienorte Goldstrand (Slatni pjasazi), Sonnenstrand oder Albena ist. Er ist der älteste Kur- und zudem erste bulgarische Urlaubsort an der Schwarzmeerküste in der Geschichte des Landes.

## Name
Die wörtliche Übersetzung des bulgarischen Namens Св. св. Константин и Елена/Sweti Sweti Konstantin i Elena lautet „Die Heiligen Konstantin und Helena“; die Mehrzahl wird durch die Doppelung von Sweti (Heiliger, abgekürzt Sw.) gebildet. Im deutschen Sprachraum hat sich jedoch die kürzere Bezeichnung Sweti Konstantin (wörtlich: Heiliger Konstantin) eingebürgert. Die in Bulgarien übliche Bezeichnung Курорт/Kurort, der deutschen Sprache entlehnt, wird jedoch heute nicht mehr mit der deutschen Bedeutung von Kurort verwendet, sondern ist mit Resort oder Urlaubsort zu übersetzen, im konkreten Fall auch mit Seebad. International und in Bulgarien wird die englische Transkription (mit v) bevorzugt: Sveti Sveti Konstantin i Elena.
Zwischen 1957 und 1991 hieß der Ort „Druschba“ (Дружба, dt. Freundschaft).

## Lage

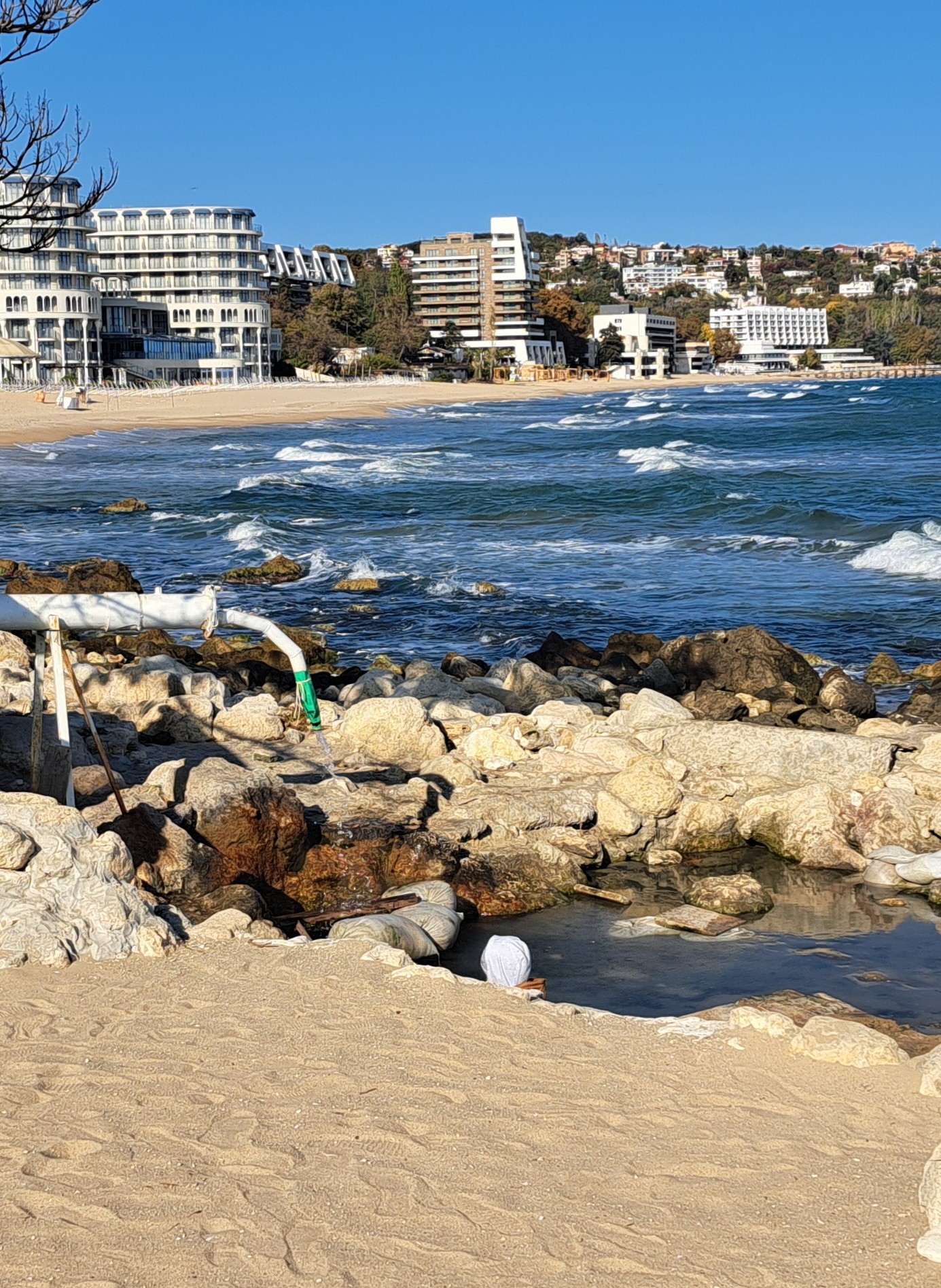
Eine der sieben Thermalquellen, Naturbad von Sweti Konstantin (2024)

„Sweti Konstantin“ liegt 10 km nordöstlich entfernt vom Stadtzentrum Warna. Da die gesamte Schwarzmeer Küste nördlich von Warna bebaut ist, schließt sich der Badeort fast lückenlos an die Vororte von Warna an. Sweti Konstantin liegt 6 km nordöstlich der Stadtgrenze von Warna. Der Sandstrand ist ungefähr 3,5 km lang. Bekannt ist „Sweti Konstantin“ besonders für seine Thermalquellen, durch die es sich von allen anderen Urlaubsorten an der Schwarzmeerküste unterscheidet.
Die sieben Thermalquellen sprudeln mit einer Temperatur von 40 bis 60 °C aus einer Tiefe von 1800 bis 2050 Metern hervor und liefern eine Gesamtwassermenge von 175 Litern je Sekunde. Deshalb gibt es in Sweti Konstantin auch ein Thermalbad, ein Freiluft-Schwimmbad, das, von einer heißen Thermalquelle gespeist, ständig eine Becken-Wassertemperatur mit 38 °C warmem Thermalwasser aufrechterhält.

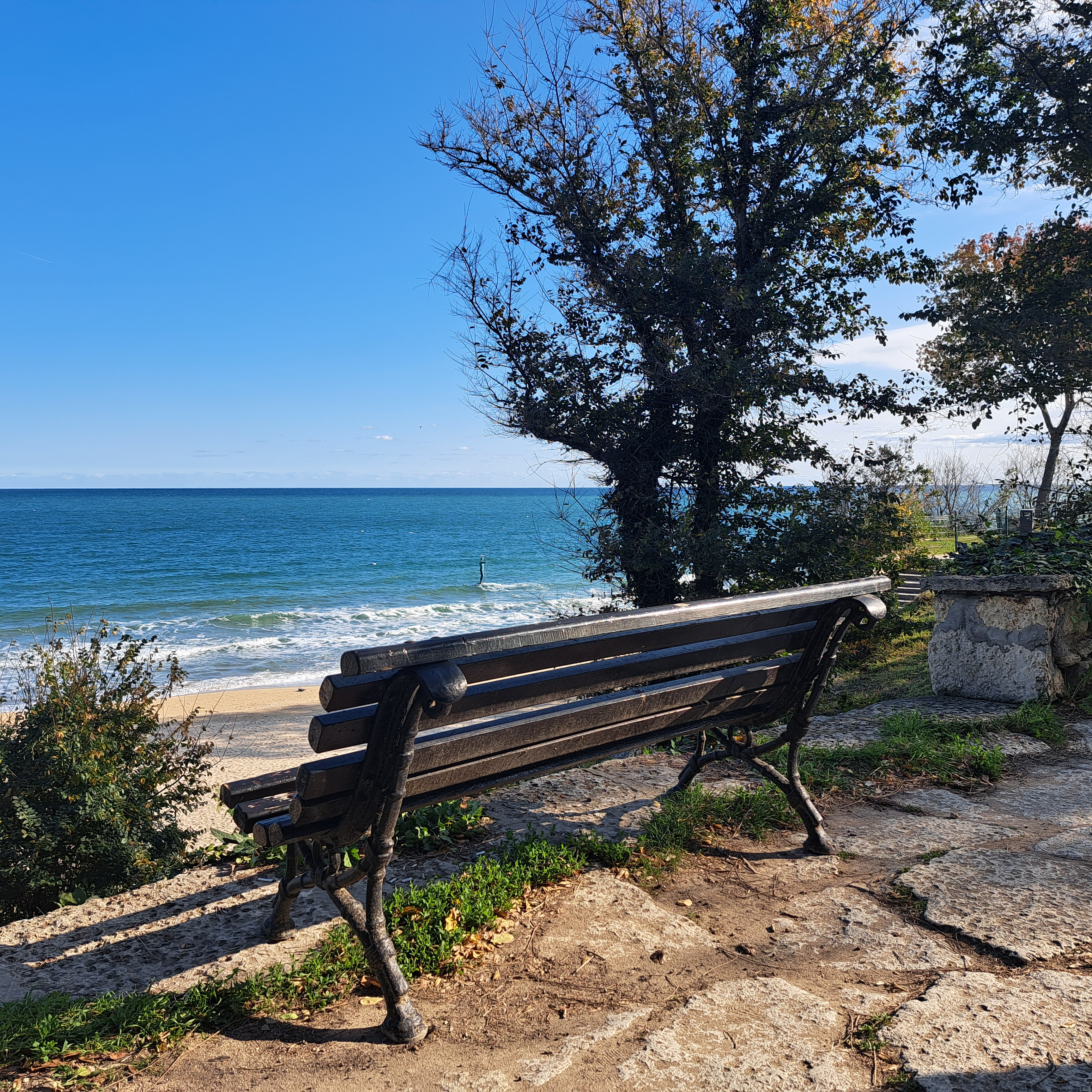
Sweti Konstantin, Terrasse mit Blick auf Zentralstrand und Poseidon mit Dreizack im Schwarzen Meer (2024)

Sweti Konstantin liegt an natürlich ausgebildeten Terrassen, die sich in etwa 15 Meter über dem Meeresspiegel sanft erheben. Die ganze Gegend ist von alten Laubwäldern bewachsen, die bis zur Küste hinreichen. Hin und wieder werden sie durch exotische Nadelgehölze bereichert. Die Hotelanlagen verfügen über eine Ausstattung für die anspruchsvolle  Unterhaltung von Touristen und einheimischen Gästen – Tennisplätze, Kinderbereiche, Fußballplätze, Freiluft Schwimmbäder und Hallenbäder – sind allenthalben vorhanden. Außerhalb der Hotelanlagen und im Bereich der Hotelareale sind die für einen Urlaubsort erforderlichen Infrastrukturen – Post, Apotheke, Gesundheitszentrum und Polizeistation – leicht erreichbar. Am Strand werden vielerlei Wassersportmöglichkeiten wie Jet-Ski, Wasserski, Surfen und Tauchen angeboten. Es besteht eine Linienbusverbindung von Sweti Konstantin ins Zentrum von Warna und dort zum Bahnhof.

## Geschichte

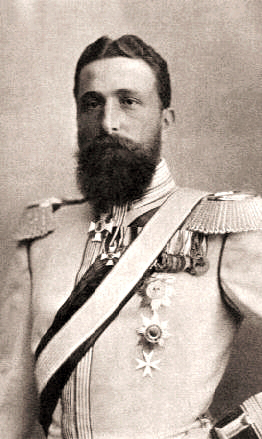
Der bulgarische Fürst, Alexander Battenberg I., ließ sich eine Sommerresidenz unweit von „Sweti Konstantin“ erbauen

„Sweti Konstantin“ war der erste bulgarische Urlaubsort, der am Schwarzen Meer gegründet wurde. Für seine Entstehung hat das Kloster „Die Heiligen Konstantin und Elena“ eine große Rolle gespielt.
Die Geschichte des Klosters nach der Befreiung Bulgariens (1878) von der über 500-jährige osmanisch-türkischer Herrschaft führte mittelbar auch zur Entstehung des Urlaubsortes. Im Jahre 1880 besuchte der bulgarische Fürst Alexander Battenberg I. das Kloster „Die Heiligen Konstantin und Elena“. Angetan von der Natur in Warna und seiner Umgebung entschied er sich dort seine Sommerresidenz zu bauen, wo die Ruinen des Klosters „Der Heilige Dimitar“ standen – zwei Kilometer südwestlich vom Kloster „Die Heiligen Konstantin und Elena“.
Das Kloster „Des Heiligen Dimitar“ wurde zur königlichen Residenz Euxinograd umgebaut. Vom ursprünglichen Kloster steht in der heutigen Residenz nur eine kleine Kapelle. Die Wahl für den Standort der Residenz fiel auf das Kloster „Der Heilige Dimitar“ und nicht auf das Kloster „Die Heiligen Konstantin und Elena“, so dass sich in der Umgebung des zweiten der Urlaubsort entwickelte.
Der Bau der Fürstenresidenz führte zu, für jene Zeit, „riesigen“ Investitionen und belebte so die wirtschaftliche Entwicklung in der Region – es wurde eine sehr gute Straße bis zur Residenz gebaut. Sie wurde später bis zum Ort „Die Heiligen Konstantin und Elena“, der sich allmählich in der Nähe des Klosters entwickelt hatte, weiter gebaut. Das trug zu seiner Entwicklung als Urlaubsort bei.
Führende Persönlichkeiten der Staatselite begannen Grundstücke in der Nähe der Fürstenresidenz zu erwerben und errichteten dort ihre Villen. Auf diese Weise wurde die bewohnte Zone um das Kloster erweitert. Das Interesse an diesem Ort wurde größer, und er wandelte sich zu einem attraktiven Ort für Spaziergänge und Erholung, noch bevor er sich zu einem Urlaubsort entwickelt hatte.

## Gründung und Kurort
Die ersten Versuche zur Nutzung dieser reizenden Küste für Erholung und Heilung datieren noch von der Zeit vor der Befreiung Bulgariens (1878): wegen des guten  Klimas, der Naturgegebenheiten und der besonders warmen Mineralquellen. Beispielsweise beschrieb der russische Reisende und Historiker Wiktor Tepljakow in seinen „Briefen aus Bulgarien“, wie sich die reichen Kaufleute aus Warna im Kloster „Die Heiligen Konstantin und Elena“ Zimmer mieteten, um dort ihren Sommerurlaub „unter den Klängen von Harmonikas und Tamburinen“ zu verbringen.
Im Jahre 1907 wurde der Ort um das Kloster „Die Heiligen Konstantin und Elena“ von der regionalen Verwaltung von Warna zum Urlaubsort erklärt. Im folgenden Jahr wurden in einem am Kloster angebauten Gebäude die ersten Touristen empfangen. In den 1930er-Jahren wurde es Hotel „Prag“ genannt. Zwei Monate dauerte die Urlaubssaison – von Mitte Juni bis Mitte August. Bis zum Jahre 1912 wurde dort noch ein Gebäude mit 12 Zimmern fertig gebaut, aber nach dem Beginn der Balkankriege (1912/13) wurde der Urlaubsort vernachlässigt.

## Erstes balneologisches Zentrum für Kinder

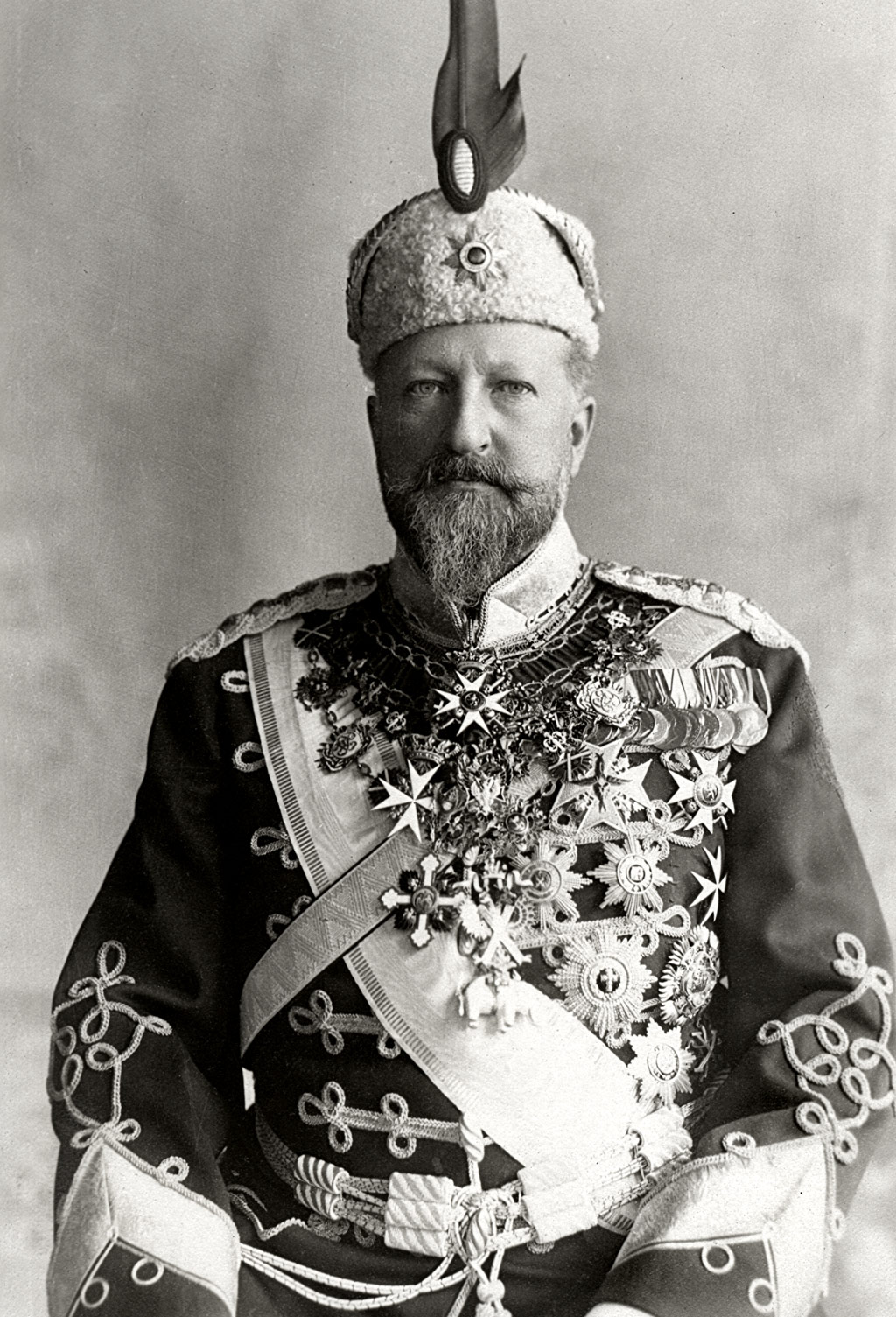
Zar Ferdinand I. von Bulgarien in Gardeuniform, vermutlich während des Ersten Balkankrieges

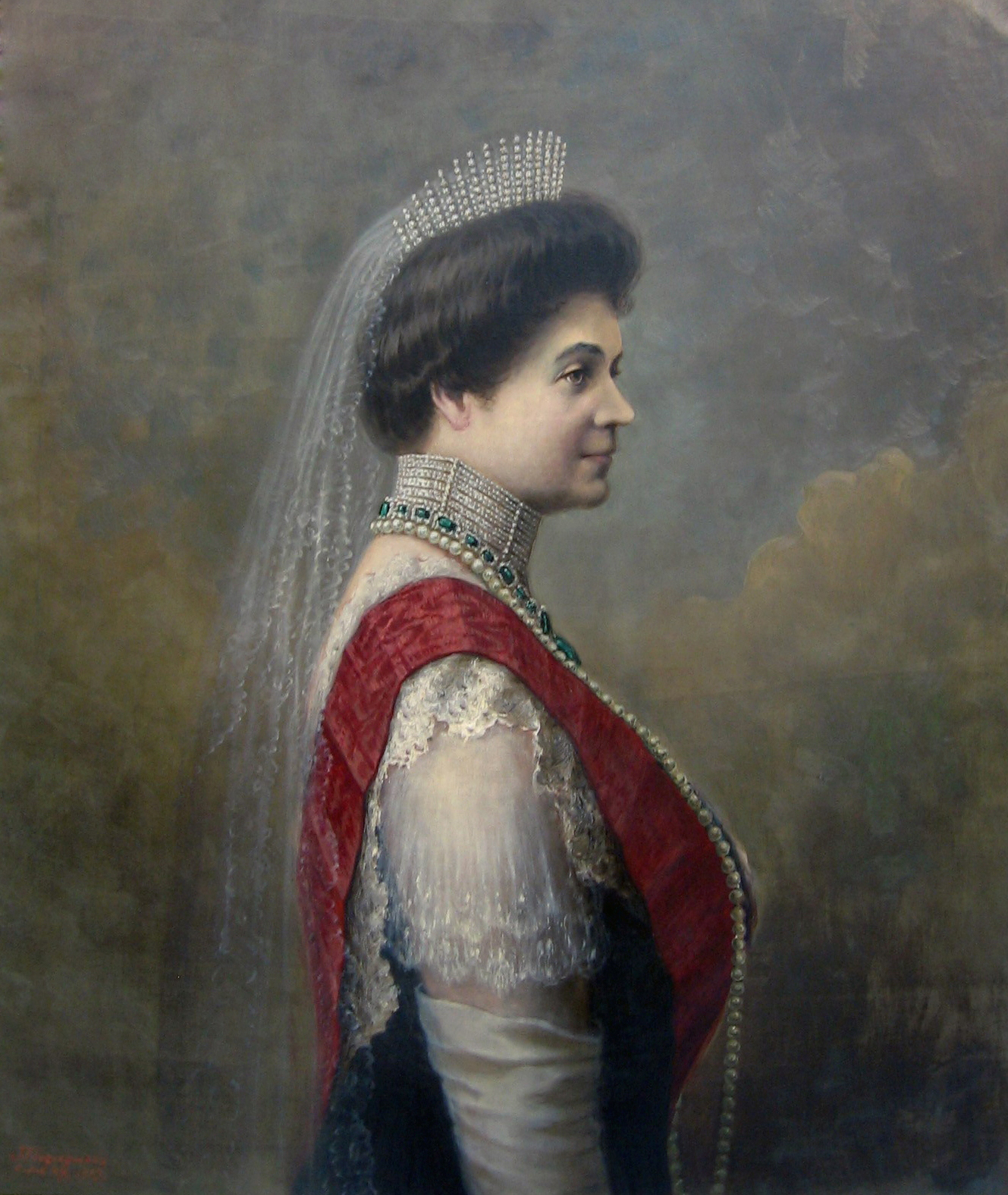
Prinzessin Eleonore Reuß zu Köstritz, von 1908–1917 Zarin von Bulgarien, Gemahlin des bulgarischen Zaren Ferdinand I.

Mit Unterstützung der Zarin Eleonora von Bulgarien, der zweiten Ehefrau des bulgarischen Zaren Ferdinand I. wurde 1909 das erste balneologische Sanatorium für Kinder mit Knochentuberkulose und Knorpeltuberkulose in den Urlaubsort verlegt. Es war 1905 nach einer Idee von Paraskew Stojanow gegründet worden und verfügte zuerst nur über ungeeignete Bretterbuden in der Gegend „Karantinata“. Im Sanatorium wurden Kinder von drei bis fünfzehn Jahren aus ganz Bulgarien, unabhängig von ihrer sozialen Lage, behandelt. Bei 95 Prozent der behandelten Kinder trat entweder eine Besserung oder völlige Ausheilung ein.
In den 1930er-Jahren wurden viele neue Gebäude in Sweti Konstantin errichtet. 1929 wurde mit dem Bau der Poststation begonnen. Eine Ansichtskarte aus dem Jahre 1934 zeigt die Restaurant-Bierhalle im Urlaubsort „Die Heiligen Konstantin und Elena“. Dass es dort ein Restaurant mit Tanzfläche und Orchester gab, das  erstklassigen Jazz spielte, war für jene Zeit eine kleine Sensation. Es wurde eine regelmäßige Buslinie von der Stadt zum Urlaubsort eingerichtet, nicht nur wegen der Bierhalle, sondern auch wegen der Alleen und der kleinen Parks mit Blumen.
Der Urlaubsort „Die Heiligen Konstantin und Elena“ wurde damals als „Perle der Schwarzmeerküste“ bezeichnet, mit der Riviera verglichen und auch das „slawische Nizza“ genannt. Der bulgarische Schwarzmeerbadeort war der einzige seiner Art im Land. Eine erste Traubenheilanstalt wurde 1933 eingerichtet und befand sich im Klostergebäude. Sie verfügte über 120 sonnige Zimmer. Das Menü enthielt obligatorisch 3 kg kostenlose frische Trauben, gewöhnlich von der Sorte Dimiat.

## Sehenswürdigkeiten

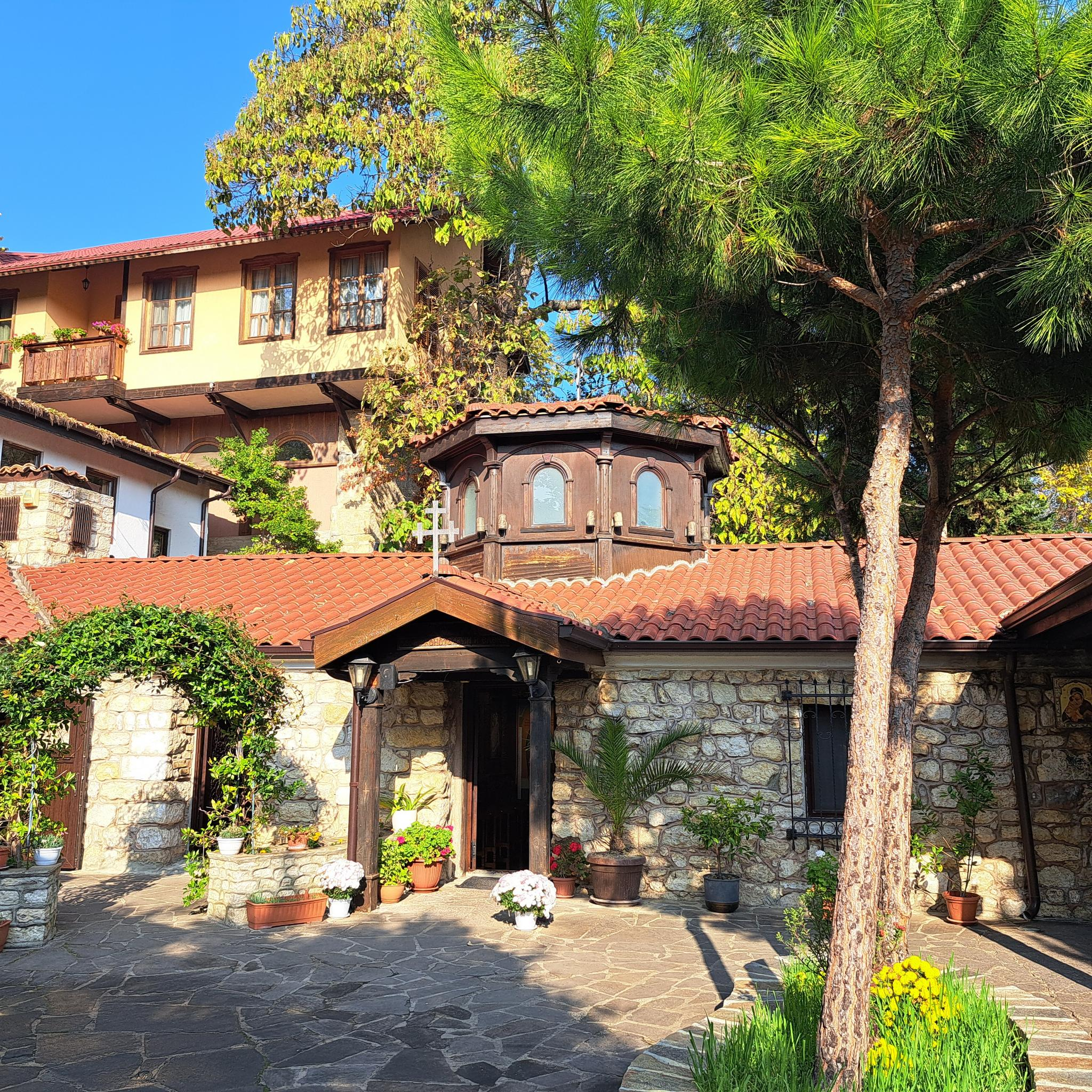
Kloster der Heiligen Konstantin und Helena (2024)

### Kloster „Die Heiligen Konstantin und Helena“
Das bis heute gut erhaltene Kloster der Heiligen Konstantin und Helena wurde dreimal renoviert – zuletzt 1973. Es ist nicht bekannt, wer und aus welchen Gründen dieses Kloster gegründet hat. Zu jener Zeit war das Kloster von einem dichten, unpassierbaren Wald umgeben und lag in unmittelbarer Nähe zu vielen heilkräftigen Trinkwasserquellen (das heutige Mineralbad liegt nur 300 m südöstlich vom Kloster), auch das Meer war sehr nah (nur 350 m südöstlich des Klosters).
Teile der Gebeine von dem Heiligen Valentin werden im Kloster verwahrt. Sie wurden 2006 mit dem Segen von Papst Benedikt XVI.  dorthin transportiert, und somit ist Bulgarien das dritte Land nach Italien und Russland, das Reste des Heiligen aufbewahrt. Die Gebeine haben laut Sagen heilsame Kräfte, und am 14. Februar jedes Jahr sammeln sich viele im Kloster, um eine Kerze anzuzünden und Kräfte zu tanken. Man erzählt, dass jeder, der vom Wasser des heiligen Valentin trinkt, ein zweites Leben leben würde. Das Kloster gehört zur Diözese von Warna und Weliki Preslaw.

## Residenz Euxinograd

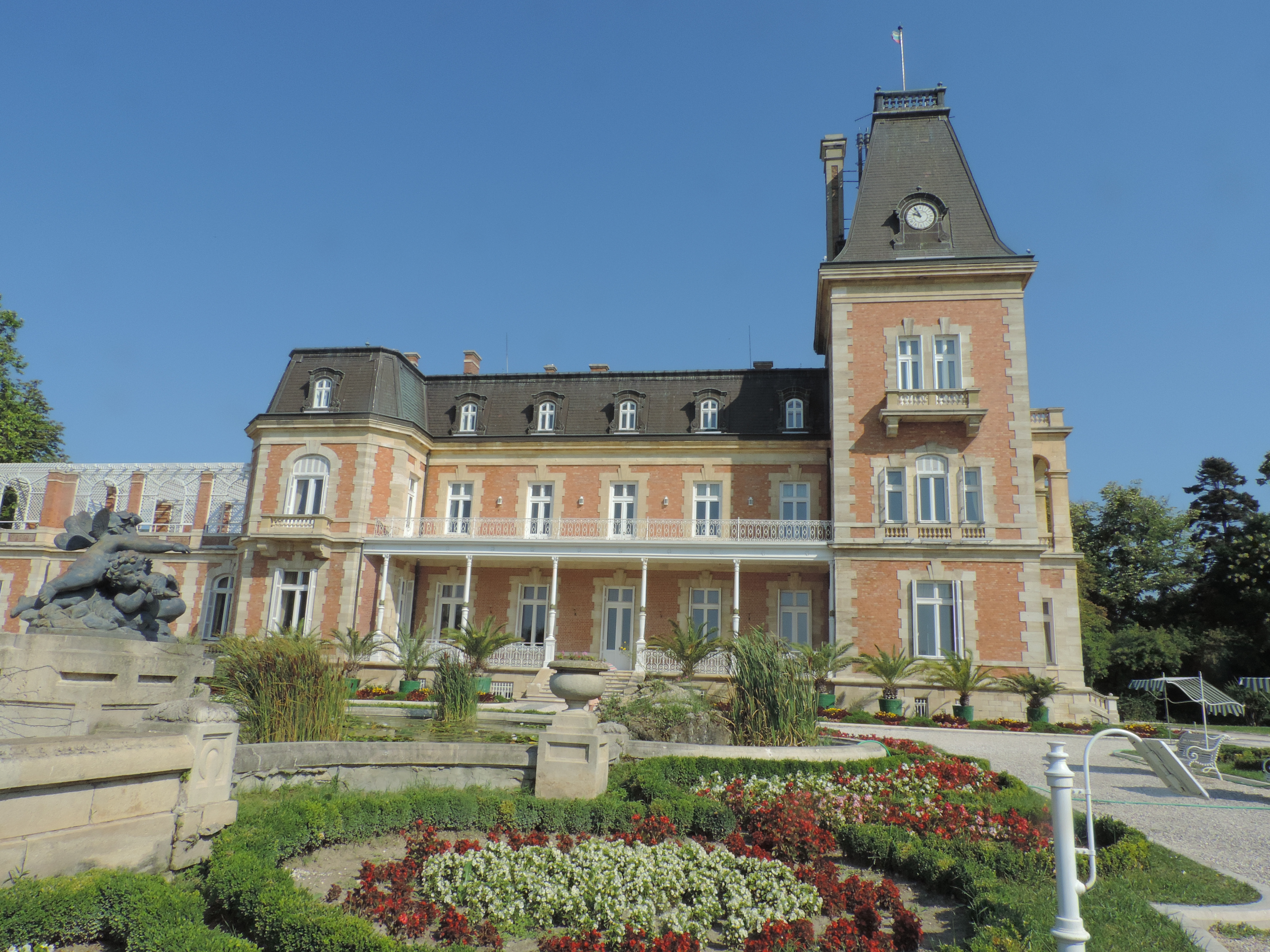
Die Zarenresidenz Euxinograd (2017)

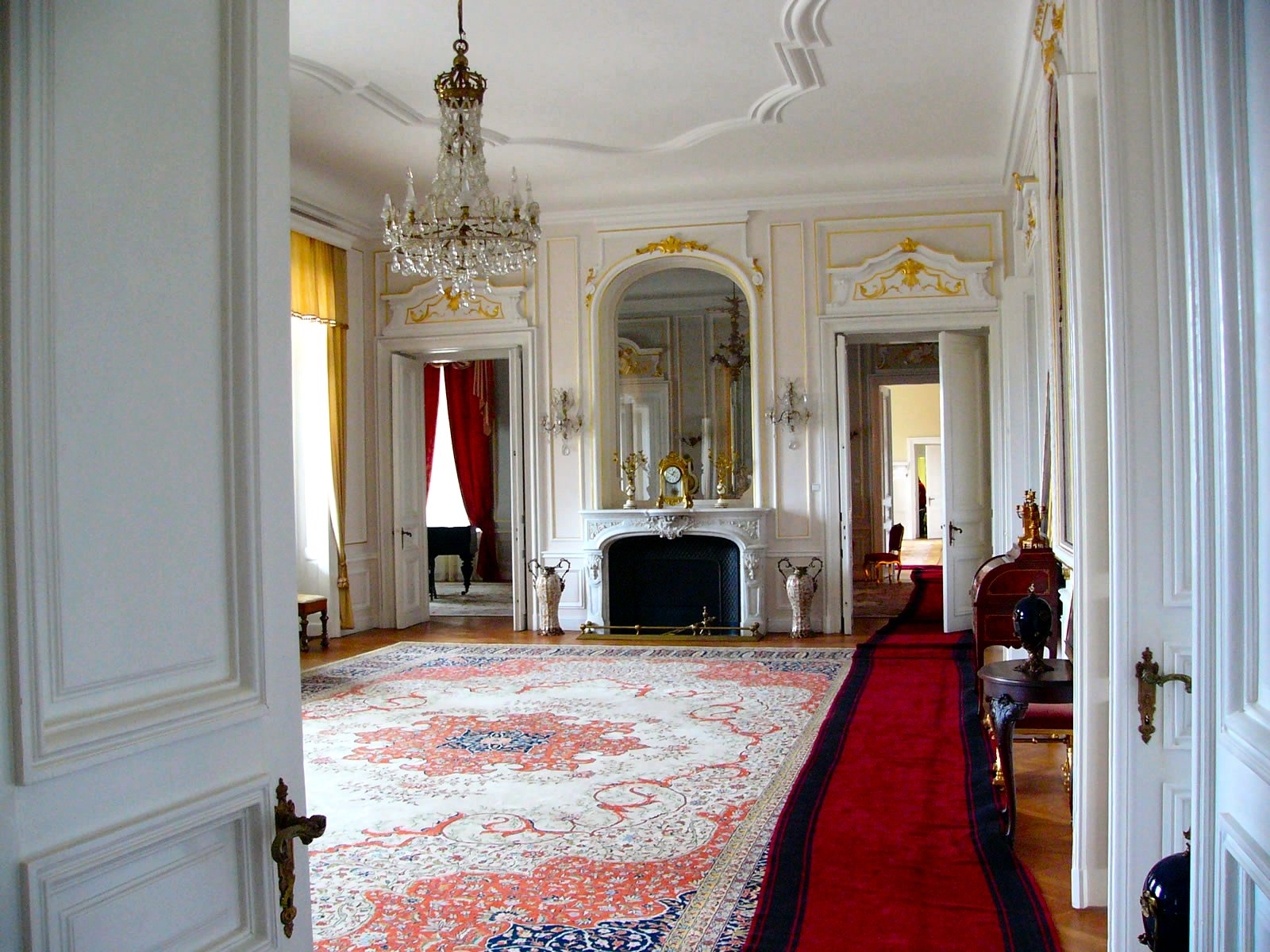
Interior eines Salons der Sommerresidenz

Die Residenz wurde als Sommersitz von Fürst Alexander I. Battenberg gebaut. Erstmal hieß sie Sandrowo. Später hat der Staat die Residenz für 1.400.000 goldene Lewa gekauft und sie an den Zaren Ferdinand I. verschenkt. Der gegenwärtige Name wurde 1893 von Königin Marie Louise gegeben und kommt vom |griechischen „Euxenos pontos“, was „Schwarzmeer“, und vom bulgarischen „град/grad“, was „Stadt“ bedeutet: Euxinograd – Stadt am Schwarzen Meer. Am 12. September 1917 verstarb hier Zarin Eleonore von Bulgarien.
Die Gesamtfläche von Euxinograd ist 800 ha, 550 ha davon gehören zum Park. Das Projekt ist vom französischen Dendrologen Neumeyer entwickelt worden. Daran haben noch andere Architekten und Dendrologen gearbeitet. Unter den Sehenswürdigkeiten sind 310 Pflanzenarten, ein Teil davon wurde aus Südfrankreich eingeführt.
Der Weinkeller von Euxinograd ist genau so bekannt wie das Schloss. Er wurde 1891 für die Königliche Familie und deren Gäste errichtet worden und befindet sich auf 2 Etagen unter dem Erdgeschoss. Die größten Fässer fassen bis zu 3.145 Liter. Heutzutage produziert der Weinkeller ca. 120 Flaschen Wein. Für Kenner sind dort 12 Sorten Weißwein und 7 Sorten Weinbrand zu verkosten, die Beste davon ist Euxignak.

## Galerie Urlaubsort Sweti Konstantin

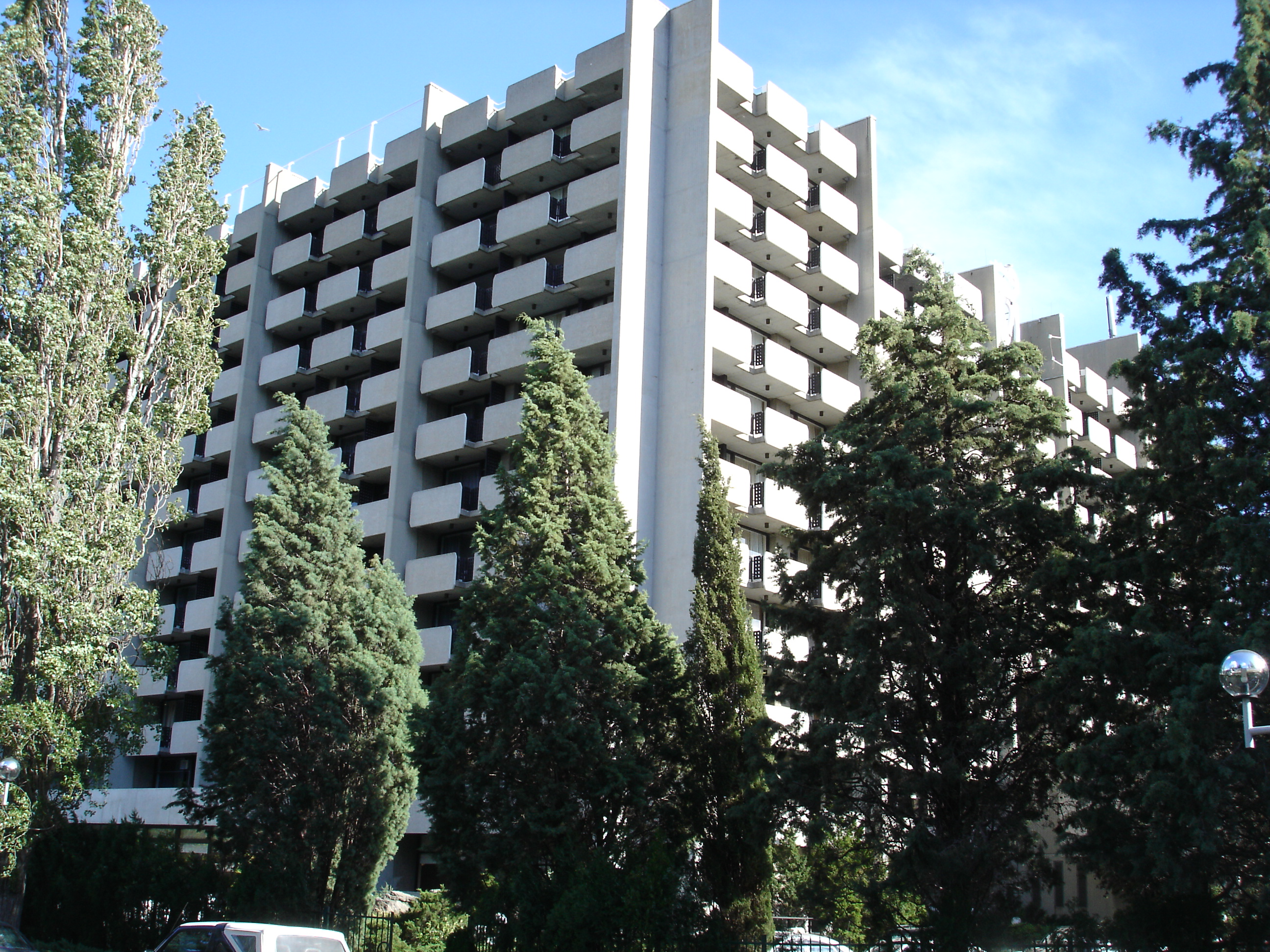
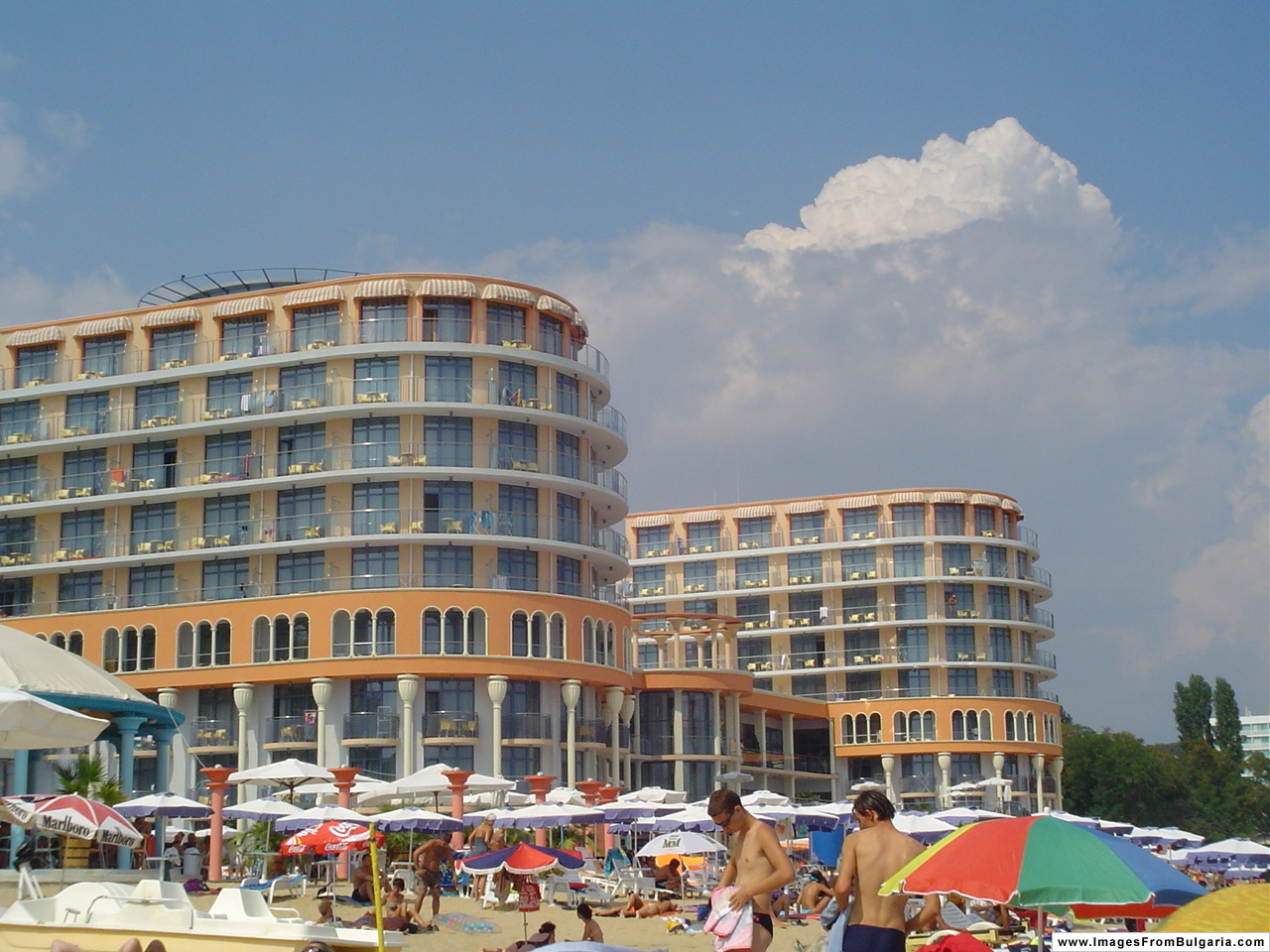
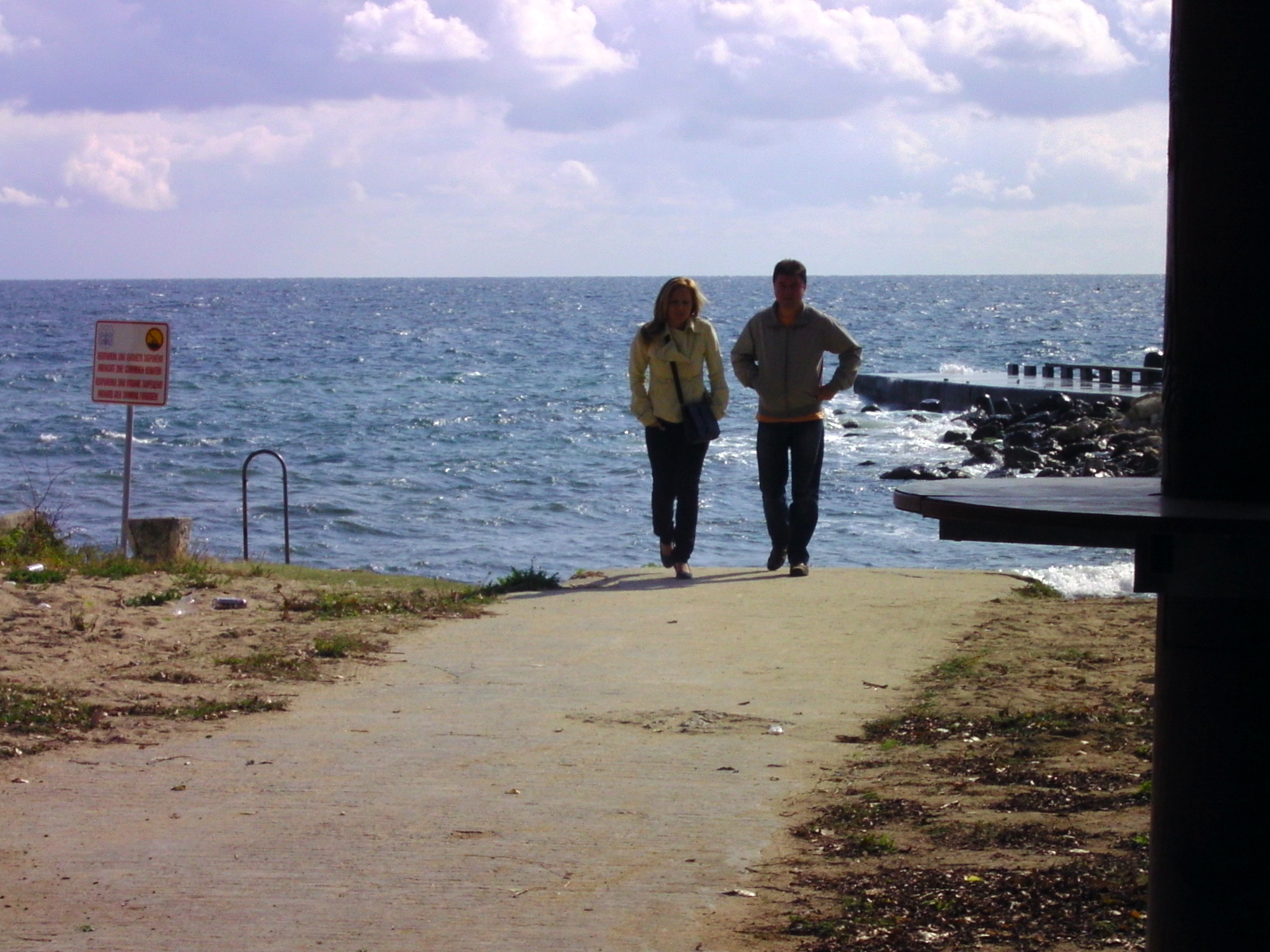
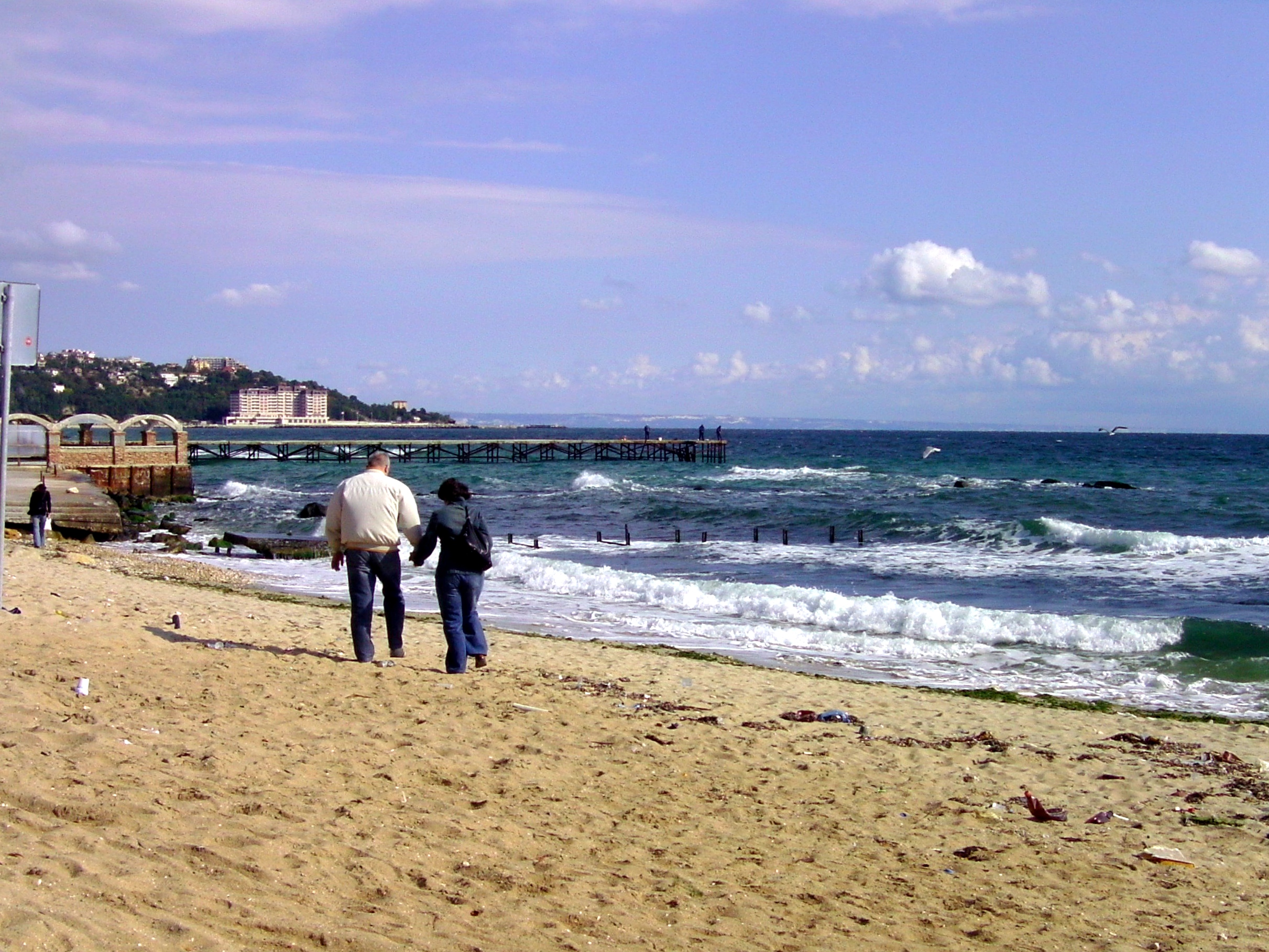
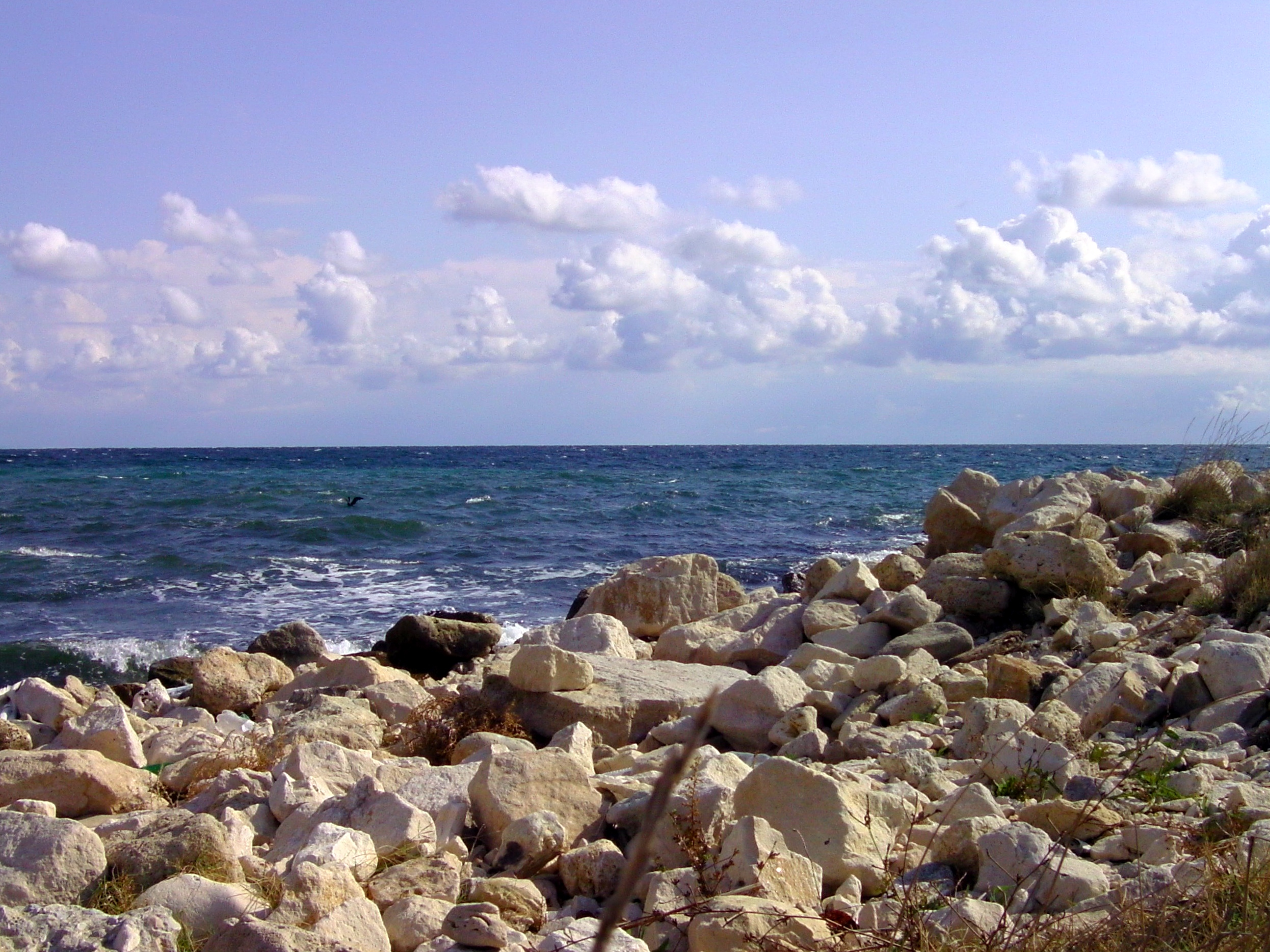
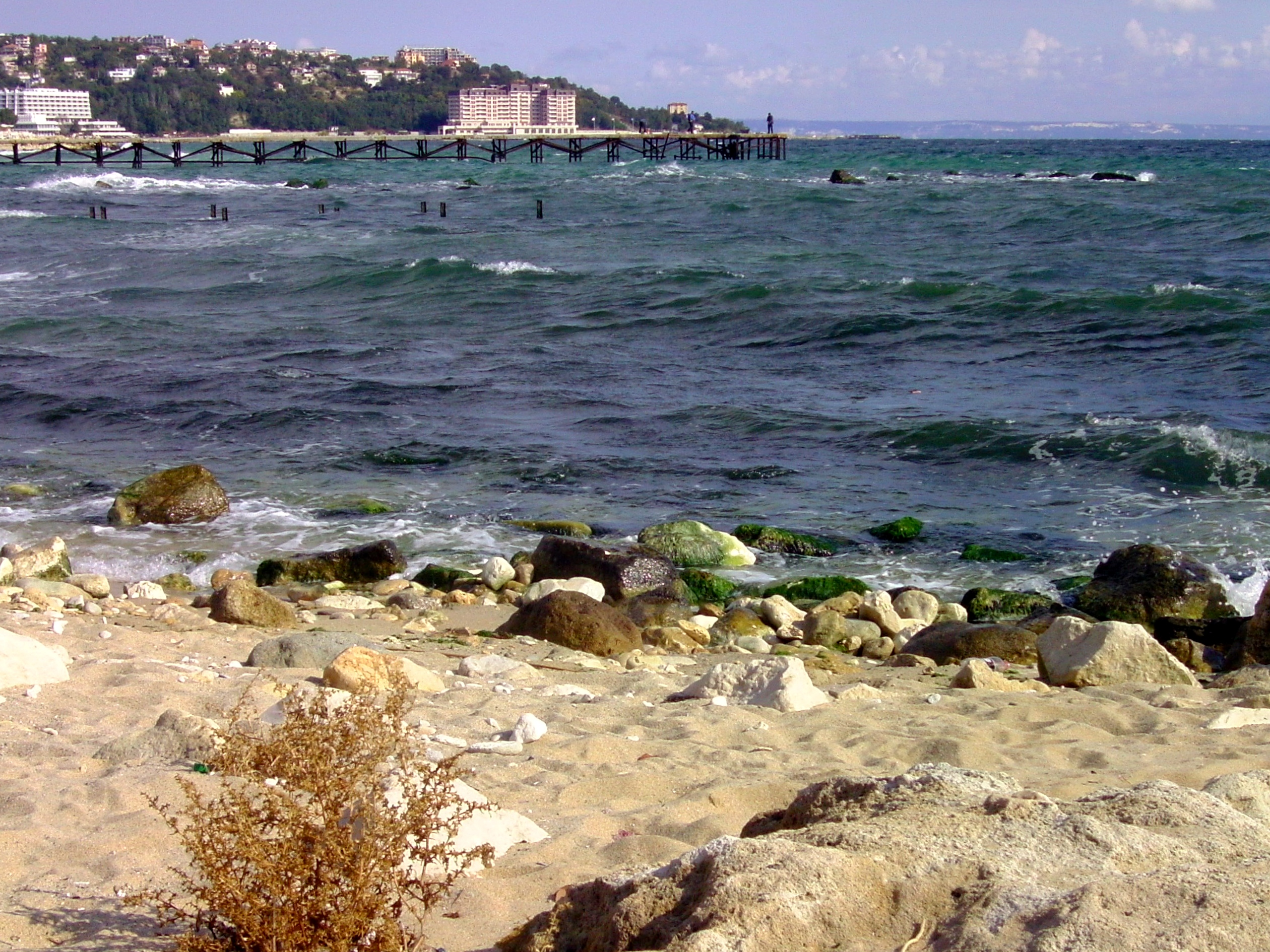
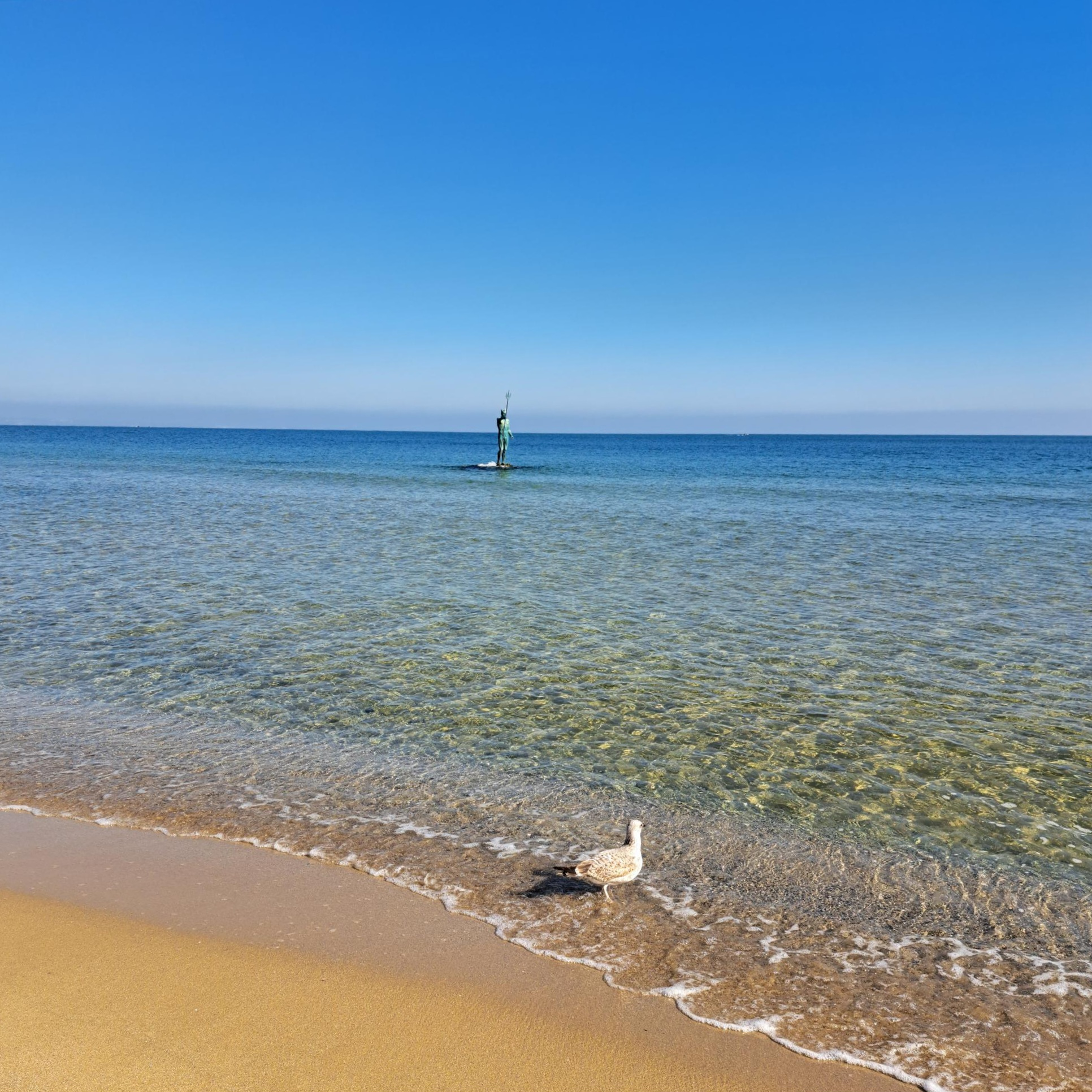

## Massentourismus
Wichtig für die Entwicklung der Tourismusindustrie war auch das Jahr 1948, als mit einem Erlass des Ministerrates der Volksrepublik Bulgarien die staatliche Wirtschaftsvereinigung für internationalen Tourismus Balkantourist gegründet wurde, die auch die Urlaubsorte Goldstrand und „Sweti Konstantin und Elena“ verwaltete.
Von seiner Gründung bis zum Jahr 1957 hieß der Urlaubsort „Sweti Sweti Konstantin i Elena“. 1957 wurde er in „Druschba“ (zu dt. Freundschaft) umbenannt, bis er 1991 wieder seinen alten Namen erhielt: „Die Heiligen Konstantin und Helena“.